# Arsen rodzimy
Arsen rodzimy – minerał z gromady pierwiastków rodzimych. Powstaje w procesach hydrotermalnych, współwystępuje ze srebrem rodzimym, arsenowymi siarkosolami Ag, Co i Ni. Znany również pod nazwą kobalt łuskowy, zwany tak, ponieważ ze skupiska można oddzielić cienkie łuseczki, które przypominają kobalt. Podczas topnienia i kruszenia wydziela charakterystyczny zapach czosnku. Jest bardzo trujący.

## Występowanie arsenu rodzimego
Częsty w Górach Harz (Sankt Andreasberg) i Górach Kruszcowych (Schneeberg, Freiberg, Johanngeorgenstadt, Marienberg) w Niemczech.
W Polsce spotykany jest w Ciechanowicach i Janowicach Wielkich oraz w Kowarach w Rudawach Janowickich (Sudety).

## Zastosowanie arsenu rodzimego
Po wydobyciu w farmakologii do produkcji leków. Jego związki mają szerokie zastosowanie analityce laboratoryjnej.
Wykorzystywany do zwalczania owadów.